# Elsmere (Kentucky)
Elsmere es una ciudad ubicada en el condado de Kenton en el estado estadounidense de Kentucky. En el censo de 2010 tenía una población de 8451 habitantes y una densidad poblacional de 1.232,23 personas por km².

## Geografía
Elsmere se encuentra ubicada en las coordenadas 38°59′37″N 84°36′6″O / 38.99361, -84.60167. Según la Oficina del Censo de los Estados Unidos, Elsmere tiene una superficie total de 6.86 km², de la cual 6.81 km² corresponden a tierra firme y (0.72%) 0.05 km² es agua.

## Demografía
Según el censo de 2010, había 8451 personas residiendo en Elsmere. La densidad de población era de 1.232,23 hab./km². De los 8451 habitantes, Elsmere estaba compuesto por el 84.25% blancos, el 7.12% eran afroamericanos, el 0.41% eran amerindios, el 0.45% eran asiáticos, el 0.15% eran isleños del Pacífico, el 4.18% eran de otras razas y el 3.43% pertenecían a dos o más razas. Del total de la población el 8.18% eran hispanos o latinos de cualquier raza.